# Lychas jakli
Espèce
Lychas jakli est une espèce de scorpions de la famille des Buthidae.

## Distribution
Cette espèce est endémique des Moluques en Indonésie. Elle se rencontre dans les îles Aru sur Tanahbesar.

## Description
Le mâle holotype mesure 27,90 mm et la femelle paratype 33,64 mm.

## Systématique et taxinomie
Cette espèce a été décrite par Kovařík en 2023.

## Étymologie
Cette espèce est nommée en l'honneur de Stanislav Jákl.

## Publication originale
- Kovařík, 2023 : « Lychas jakli sp. n. (Scorpiones: Buthidae) from Indonesia. » Euscorpius, no 367, p. 1-8 (texte intégral).